# Віковий дуб (Собківське лісництво)
Вікови́й дуб — ботанічна пам'ятка природи місцевого значення в Україні. Об'єкт розташований на території Уманського району Черкаської області, квартал 132 виділ 4 Собківського лісництва. 
Площа — 0,01 га, статус отриманий 28 листопада 1979 року.